# Moselyana comosa
Moselyana comosa là một loài Trichoptera trong họ Apataniidae. Chúng phân bố ở miền Tân bắc.